# Hexacen
Hexacen ist eine chemische Verbindung aus der Gruppe der Acene.

## Darstellung und Eigenschaften
Die erste Synthese von Hexacen wurde 1942 von Erich Clar berichtet.
1955 wurde die Verbindung durch Dehydrierung von Hexacosadehydrohexacen durch Palladium-Kohle synthetisiert. 1982 wurde berichtet, dass Hexacen eine blau-grüne Farbe besitzt und sich bei 380 °C zersetzt.
2007 wurde die erste direkte Hexacensynthese auf Grundlage einer photochemischen Decarbonylierung eines Diketovorläufers bekannt:
Im Vergleich zu anderen Acenen ist Hexacen sehr reaktionsfreudig und kann in einer Polymethylmethacrylat-Matrix isoliert werden. Bis(trialkylsilyl)ethynylierte Derivate von Hexacen sind vergleichsweise stabil und können als kristalline Feststoffe isoliert werden.
Hexacen-Schichten wurden durch physikalische Gasphasenabscheidung auf Gold oder Sauerstoff-terminiertem Kupfer hergestellt.